# Fumiya Hamanoue
Fumiya Hamanoue (濵ノ上 文哉, Hamano'ue Fumiya) est un grimpeur japonais né le 12 février 1990 à Kyoto. Il est double champion du monde dans la catégorie handisport B2.

## Biographie
Fumiya Hamanoue est atteint de rétinite pigmentaire, qui lui est diagnostiquée alors qu’il est jeune adolescent. Il rencontre Koichiro Kobayashi (et son association Monkey Magic) qui l’inspire à grimper à son tour.
Hamanoue monte sur son premier podium mondial en 2018 à Innsbruck avec la médaille de bronze. Il remporte son premier titre de champion du monde en 2021 à Moscou, qu’il conserve en 2023 à Berne.

## Liens
- Ressource relative au sport :   - Fédération internationale d'escalade